# Фёдоров, Александр Ревельевич
Александр Ревельевич Фёдоров (род. 28 октября 1965 года, Чебоксары, Чувашская АССР, СССР) — российский художник, член-корреспондент Российской академии художеств (2018).
Сын советского и российского художника, академика РАХ Ревеля Фёдоровича Фёдорова (1929—2022).

## Биография
Родился 28 октября 1965 года в г. Чебоксары Чувашской АССР, где живёт и работает.
В 1984 году — окончил Чебоксарское художественное училище, в 1992 году — окончил Чувашский государственный педагогический университет имени И. Я. Яковлева (руководитель диплома Н. В. Овчинников).
С 1984 по 1986 годы — служба в армии.
С 1987 по 1992 годы — преподаватель детской художественной школы № 5 Чебоксар.
С 1993 года — член союза художников России.
С 1994 по 2000 годы — учился в творческой мастерской Ревеля Федорова.
В 2001 году — являлся стипендиатом Культурного фонда Президента России.
В 2018 году — избран членом-корреспондентом Российской академии художеств от Отделения живописи.

## Творческая деятельность
Основные произведения: «Шохонка» (холст, масло, 90х80, 2014 г.); «Холодный день» (холст, масло, 75х85, 2014 г.); «Сказки начало» (холст, масло, 110х100, 2009 г.); «Сирень» (холст, масло, 100х100, 2020 г.); «Праздник для невесты» (холст, масло, 100x100, 2020 г.); «Подсолнухи» (холст, масло, 90х80, 2020 г.); «Платье для невесты» (холст, масло, 140х70, 2009 г.); «Восточное танго» (холст, масло, 85х752017 г.); «Вечерний Иерусалим» (холст, масло, 75х85, 2008 г.); «Бедуин кочевник» (холст, масло 75х65, 2007 г.).
Произведения находятся в коллекциях чувашских, татарстанских и российских музеев.
Творческие поездки: Франция-Голландия (1997 г.), Творческая поездка в Академическую дачу им. Е. И. Репина г. Вышний Волочёк (1998 г., 1999 г.), Израиль (2008 г.), Черногория (2011 г.), Творческая поездка в Ивановскую область (2011 г.), Творческая поездка в г. Плёс и с. Б. Болдино (2014 г.), Творческая поездка в Ярославскую и Ивановскую область (2014 г.), Чеченская Республика (2017 г., 2018 г.).
С 1991 года — постоянный участник выставок.

## Награды
- Заслуженный художник Чувашской республики (2007)
- Почётный член-корреспондент Международной гуманитарной Академии «Европа-Азия» ЮНЕСКО (2006)
- Почётные грамоты и благодарности чувашских, чеченских и российских органов государственной власти